# Symplectoscyphus odontiferus
Symplectoscyphus odontiferus är en nässeldjursart som beskrevs av Vervoort och Watson 2003. Symplectoscyphus odontiferus ingår i släktet Symplectoscyphus och familjen Sertulariidae. Inga underarter finns listade i Catalogue of Life.